# Ulica Józefa Lewartowskiego w Warszawie

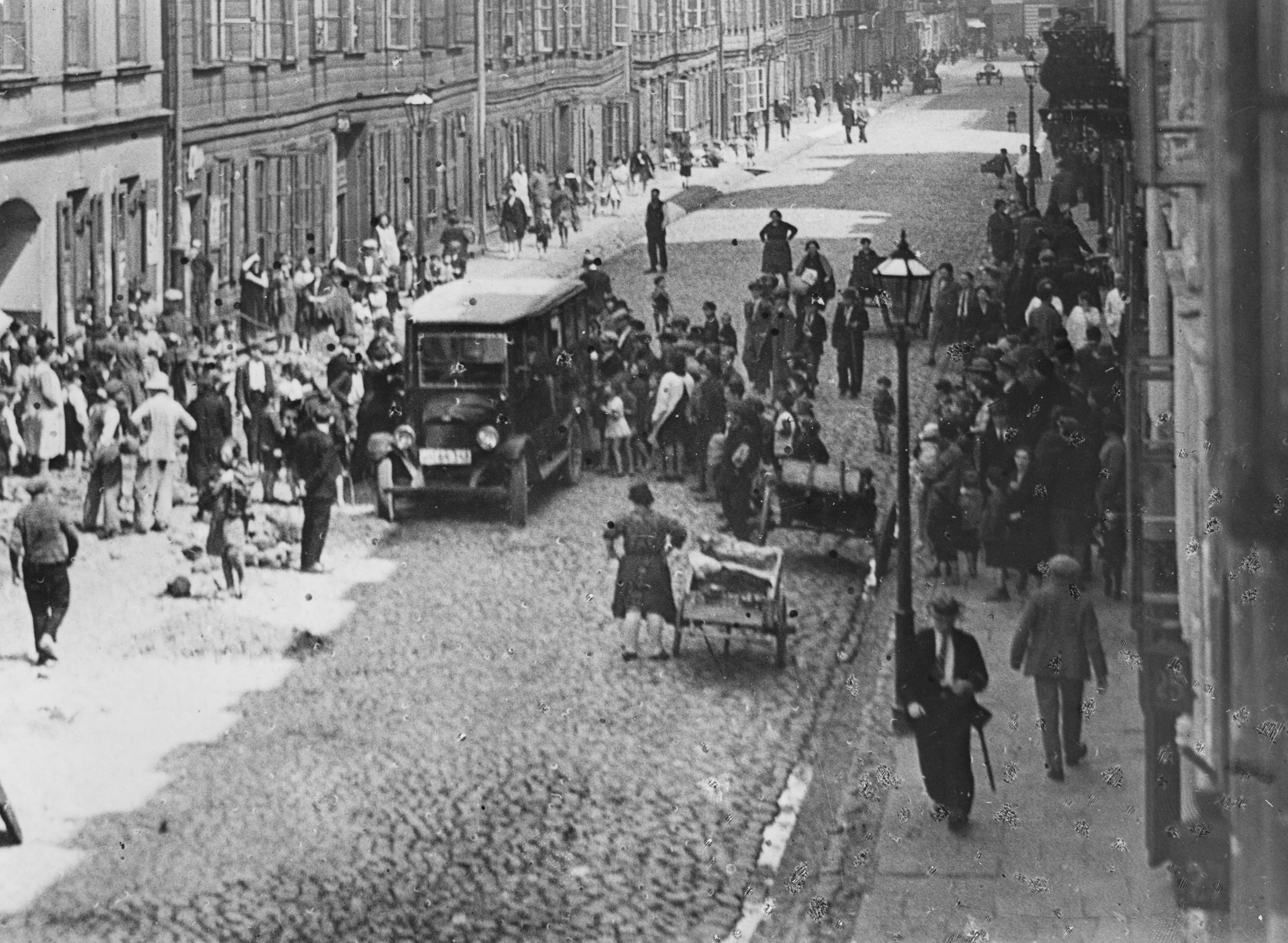
Ulica Wołyńska przed 1939

Ulica Józefa Lewartowskiego, do 1944 ulica Wołyńska – ulica na warszawskim Muranowie biegnąca od ulicy Stawki do ulicy Karmelickiej i alei Jana Pawła II (z którą się nie krzyżuje).

## Nazwa
Patronem ulicy jest Józef Lewartowski – polski polityk komunistyczny żydowskiego pochodzenia, jeden z inicjatorów żydowskiego ruchu oporu w getcie warszawskim, współtwórca i przywódca Bloku Antyfaszystowskiego. Nazwa została nadana uchwałą Rady Narodowej m.st. Warszawy z dnia 20 marca 1958.
9 listopada 2017 wojewoda mazowiecki w ramach procesu dekomunizacji w trybie zarządzenia zastępczego nadał ulicy nazwę upamiętniającą Marka Edelmana. 28 maja 2018 Wojewódzki Sąd Administracyjny w Warszawie uchylił zarządzenie zastępcze wojewody mazowieckiego w tej sprawie. 7 grudnia tego samego roku Naczelny Sąd Administracyjny oddalił wniesioną przez wojewodę skargę kasacyjną.

## Historia
Ulica powstała w 1873 pomiędzy ówczesnymi ulicami Druckiego-Lubeckiego i Dziką (w jej przedwojennym biegu). Nosiła wówczas nazwę Wołyńskiej, gdyż przebiegała w pobliżu gmachu Koszar Artylerii Koronnej, nazywanego od XIX wieku Koszarami Wołyńskimi.
Przed II wojną światową ulicę zamieszkiwała głównie żydowska biedota. Od listopada 1940 do końca istnienia dzielnicy zamkniętej w całości znajdowała się w granicach warszawskiego getta. W dniach 6–11 września 1942, podczas wielkiej akcji deportacyjnej, pomiędzy ulicami: Smoczą, Gęsią, Zamenhofa, Szczęśliwą i placem Parysowskim zgromadzono ok. 100 tys. mieszkańców getta („kocioł na Miłej” lub „kocioł na Niskiej”). W wyniku selekcji 32 tys. osób otrzymało „numerki na życie” i mogło pozostać w getcie, 2,6 tys. zastrzelono, a ponad 54 tys. wywieziono do obozu zagłady w Treblince.
Zabudowa ulicy została całkowicie zniszczona przez Niemców po powstaniu w getcie warszawskim.
W czasie odbudowy Muranowa długość ulicy zwiększyła się dwukrotnie − została ona wydłużona od dawnego przebiegu ulicy Zamenhofa w kierunku wschodnim do nowego przebiegu tej ulicy, a następnie w kierunku północno-wschodnim, aż do ulicy Stawki.

## Ważniejsze obiekty
- Szkoła Podstawowa z Oddziałami Integracyjnymi nr 32 im. Małego Powstańca (nr 2)
- Pomnik Szmula Zygielbojma (nr 6, od strony ul. Zamenhofa)
- Centralna Komisja Egzaminacyjna
- Trakt Pamięci Męczeństwa i Walki Żydów w Warszawie
- Warszawska Wyższa Szkoła Informatyki (nr 17)
- Muzeum Historii Żydów Polskich Polin
- Pomnik Willy’ego Brandta

## Obiekty nieistniejące
- KL Warschau